# 暖泉街道
暖泉街道，是中华人民共和国内蒙古自治区呼伦贝尔市牙克石市下辖的一个乡镇级行政单位。

## 行政区划
暖泉街道下辖以下地区：
暖兴社区和暖建社区。